# Храм Бориса и Глеба в Дегунине
Храм Бориса и Глеба в Дегунине — православный храм, принадлежащий к Знаменскому благочинию Московской городской епархии Русской Православной Церкви.

## История
Первое упоминание о Борисоглебовском храме в селе Дегунино относится к 1585 году, в связи с его уничтожением польско-ливонским войском, хотя само поселение значится селом уже с 1339 года. В связи с уничтожением храма, с начала XVII века Дегунино упоминается в документах как деревня. В 1633 году на месте сгоревшего храма строится новый, деревянный, с приделом во имя апостола Иоанна Богослова на средства местного священника. В документах за 1676 год храм значится как церковь святого апостола и евангелиста Иоанна Богослова, с приделом Святых Бориса и Глеба в селе Дегунине. В начале правления царя Петра Алексеевича Дегунино вместе с храмом передаётся во владение церкви и указом Патриарха Адриана приписывается к Алексеевскому девичьему монастырю. По удачному стечению обстоятельств храм не пострадал во время войны 1812 года, но в документах за 1820 год храм значится как однопрестольный. Почему в храме остался только один престол, достоверных сведений нет. По документам 1847—1850 годов храм входит в Павшинское благочиние и значится деревянным, однопрестольным, крепким, на каменном фундаменте с колокольней.

При строительстве Николаевской железной дороги часть церковной земли была отчуждена в пользу государства, за что была выплачена компенсация. В апреле 1863 года настоятель Борисоглебской церкви отец Семеон и староста Иван Герасимов обратились с прошением о строительстве каменного храма на месте деревянного, на что и получили благословение митрополита Филарета 12 ноября 1863 года: 
Благословили мы священноцерковнослужителям, церковному старосте и прихожанам Московского уезда села Дегунина Борисоглебской церкви построить в том же селе на церковную сумму и имеющиеся в виду средства новую каменную церковь во имя Святых Благоверных князей Бориса и Глеба с двумя приделами вместо существующей довольно ветхой и малопоместительной деревянной церкви.Митрополит Филарет
При постройке храма использовались готовые проекты архитектора К. А. Тона. Храм строился на средства, полученные за отчуждённые земли, а также на частные пожертвования. Основной частный вклад сделал купец Василий Акимович Прорехов, владелец кирпичного завода в деревне Верхние Лихоборы, пожертвовавший на строительство храма 360 тысяч кирпичей. Постройку храма завершили к 1866 году и в том же году освятили престолы Святителя Николая Чудотворца и иконы Божией Матери «Всех Скорбящих Радость».
После революции храм действовал до 1930 года, после чего службы были прекращены в связи с отсутствием священнослужителей, и только в 1941 году по решению Мособлсовета храм был официально закрыт и здание было переоборудовано под амбулаторию. В 60-х годах XX века здание храма было передано артели инвалидов «Родина» и оно было приспособлено под производственный цех, верхние ярусы колокольни сломаны, купола сняты, сделаны пристройки, здание было обнесено железобетонным забором. Фабрика освободила здание только в 1985 году, здание было заброшено, но в 1987 году в нём разместили гараж МНТК «Микрохирургия глаза». Восстановление храма началось в 1991 году, когда его здание было передано православной общине.
С 1990 до 1993 года работами по восстановлению храма руководил Адриан (Ульянов).

## Духовенство
- Настоятель храма, митрофорный протоиерей Георгий Таранушенко
- Протоиерей Максим Обухов (1964 - 2023)
- Протоиерей Михаил Михайлов
- Иерей Сергий Романцев
- Иерей Андрей Лысевич (с 2024г Настоятель Храма трёх Святителей на Кулишках, г.Москва)
- Иерей Виктор Гелюта
- Иерей Святослав Волковинский
- Иерей Димитрий Селивановский
- Диакон Александр Морозов

## Богослужения
Богослужения в храме происходят ежедневно — исповедь в 8 часов., Литургия — в 9 час.
По воскресениям и великим праздникам — Литургия в 7 и 10 часов., на кануне всенощное бдение в 17 час.
В воскресение вечерний акафист Божией Матери «Всех скорбящих Радость», святителю Николаю, и святым мученикам Борису и Глебу.

## Престолы
- Святых Благоверных князей Бориса и Глеба
- Святителя Николая Чудотворца
- Иконы Божией Матери «Всех Скорбящих Радость»